# Alec Peters
Alec Jeffrey Peters (Washington, 13 aprile 1995) è un cestista statunitense naturalizzato bosniaco.

## Carriera
È stato selezionato dai Phoenix Suns al secondo giro del Draft NBA 2017 (54ª scelta assoluta).

## Statistiche

### College
| Anno      | Squadra       | PG  | PT  | MP   | TC%  | 3P%  | TL%  | RP   | AP  | PRP | SP  | PP   |
| --------- | ------------- | --- | --- | ---- | ---- | ---- | ---- | ---- | --- | --- | --- | ---- |
| 2013-2014 | Valpo Beacons | 34  | 34  | 29,6 | 49,0 | 38,3 | 77,3 | 4,8  | 1,4 | 0,9 | 0,1 | 12,7 |
| 2014-2015 | Valpo Beacons | 34  | 34  | 30,6 | 48,9 | 46,6 | 82,9 | 6,7  | 1,2 | 0,7 | 0,3 | 16,8 |
| 2015-2016 | Valpo Beacons | 37  | 37  | 32,1 | 50,5 | 44,0 | 85,0 | 8,4  | 1,3 | 0,7 | 0,3 | 18,4 |
| 2016-2017 | Valpo Beacons | 29  | 29  | 35,1 | 46,6 | 36,3 | 88,7 | 10,1 | 2,2 | 0,8 | 0,4 | 23,0 |
| Carriera  | Carriera      | 134 | 134 | 31,7 | 48,7 | 41,6 | 84,6 | 7,4  | 1,5 | 0,8 | 0,3 | 17,5 |

### NBA

#### Regular Season
| Anno      | Squadra      | PG | PT | MP   | TC%  | 3P%  | TL%  | RP  | AP  | PRP | SP  | PP  |
| --------- | ------------ | -- | -- | ---- | ---- | ---- | ---- | --- | --- | --- | --- | --- |
| 2017-2018 | Phoenix Suns | 20 | 0  | 11,3 | 37,8 | 31,0 | 80,0 | 1,9 | 0,6 | 0,1 | 0,1 | 4,1 |
| Carriera  | Carriera     | 20 | 0  | 11,3 | 37,8 | 31,0 | 80,0 | 1,9 | 0,6 | 0,1 | 0,1 | 4,1 |

### G League
| Anno      | Squadra         | PG | PT | MP   | TC%  | 3P%  | TL%  | RP  | AP  | PRP | SP  | PP   |
| --------- | --------------- | -- | -- | ---- | ---- | ---- | ---- | --- | --- | --- | --- | ---- |
| 2017-2018 | N. Arizona Suns | 35 | 35 | 33,9 | 46,6 | 41,1 | 85,1 | 7,2 | 1,9 | 0,6 | 0,3 | 17,6 |
| Carriera  | Carriera        | 35 | 35 | 33,9 | 46,6 | 41,1 | 85,1 | 7,2 | 1,9 | 0,6 | 0,3 | 17,6 |

### Eurolega
| Anno       | Squadra        | PG  | PT | MP   | TC%  | 3P%  | TL%  | RP  | AP  | PRP | SP  | PP   |
| ---------- | -------------- | --- | -- | ---- | ---- | ---- | ---- | --- | --- | --- | --- | ---- |
| 2018-2019† | CSKA Mosca     | 36  | 18 | 16,3 | 42,0 | 43,3 | 89,3 | 2,7 | 0,7 | 0,5 | 0,1 | 5,3  |
| 2019-2020  | Anadolu Efes   | 27  | 6  | 13,7 | 54,3 | 41,7 | 84,6 | 2,1 | 0,5 | 0,3 | 0,1 | 4,2  |
| 2020-2021  | Saski Baskonia | 33  | 6  | 23,5 | 50,0 | 44,7 | 91,5 | 3,9 | 1,6 | 0,5 | 0,2 | 11,5 |
| 2021-2022  | Saski Baskonia | 12  | 8  | 23,8 | 52,3 | 39,0 | 81,8 | 3,8 | 1,3 | 0,6 | 0,2 | 9,8  |
| 2022-2023  | Olympiakos     | 37  | 3  | 13,2 | 42,5 | 41,1 | 96,4 | 2,5 | 0,4 | 0,4 | 0,1 | 4,6  |
| 2023-2024  | Olympiakos     | 40  | 40 | 25,4 | 56,5 | 53,5 | 87,8 | 4,8 | 1,6 | 0,4 | 0,1 | 13,1 |
| 2024-2025  | Olympiakos     | 40  | 4  | 16,4 | 54,0 | 52,3 | 93,8 | 2,6 | 0,8 | 0,3 | 0,0 | 8,1  |
| Carriera   | Carriera       | 225 | 85 | 18,6 | 51,0 | 46,6 | 90,3 | 3,2 | 1,0 | 0,4 | 0,1 | 8,1  |

## Palmarès
- Campionato greco: 2

Olympiakos: 2022-2023, 2024-2025
- Coppa del Presidente: 1

Anadolu Efes: 2019
- Coppa di Grecia: 2

Olympiakos: 2022-2023, 2023-2024
- Supercoppa greca: 3

Olympiakos: 2022, 2023, 2024
- VTB United League: 1

CSKA Mosca: 2018-2019
- Eurolega: 1

CSKA Mosca: 2018-2019